# La Guerra (Rousseau)
La Guerra es una obra realizada en óleo sobre lienzo en 1894 por el pintor francés Henri Rousseau, siendo una de sus pinturas más conocidas.

## Descripción e interpretación
Más de veinte años después del conflicto franco-prusiano de 1870 y de La Comuna de 1871, Rousseau, todavía marcado por estos acontecimientos, pinta La Guerra. En el centro, una mujer armada y feroz sujeta una espada y una antorcha, sugiriendo que la guerra trae primitividad. Esta especie de Belona, diosa romana de la guerra, monta un caballo que se parece más a un monstruo híbrido. Negro, salvaje y erizado, representa la fuerza brutal de la guerra. El suelo oscuro está cubierto por un montón de cuerpos, de cuervos deleitándose de esta carroña humana. Los árboles desnudos y de ramas rotas aluden a la muerte. Las nubes son rojas sobre el cielo azul. Sin elemento anecdótico o narrativo, Rousseau logra poner en imagen el drama. La abundancia de las formas tendidas y sobre todo la elección de los colores contribuyen a ello: el verde de la esperanza está totalmente ausente; el negro y el rojo, colores del duelo y de la sangre, dominan.
Entre las fuentes posibles de la obra, una reutilización parece evidente. Se trata de la postura del caballo, especie de "galope volador", que se corresponde exactamente a la de los caballos del Derby de Epsom de Géricault (1821, París, Museo del Louvre). Sin embargo, gracias a la descomposición del movimiento mediante la fotografía, ya se sabe en la época de Rousseau que esta posición es errónea y que nunca sucede en el galope de un caballo. También se puede citar La Noche de Hodler. En este cuadro, que tuvo una gran repercusión cuando se mostró en el Salón de los Artistas Franceses en 1891, los cuerpos tumbados paralelamente en el plano del lienzo, la gama coloreada y la presencia de la muerte, en el centro de la composición, son cuantos elementos que hubiesen podido ser sugeridos a Rousseau por este último.

## Exposición y conservación
La obra se conserva en el Salón de los Independientes del Museo de Orsay desde 1986, aunque desde su creación estuvo en varias colecciones particulares. La Guerra fue recibido o por sarcasmos, debido a su aspecto torpe, o con entusiasmo, por su total independencia de estilo. Así mismo, el joven pintor Louis Roy escribió en Le Mercure de France: "esta manifestación ha podido parecer extraña porque no evocaba ninguna idea de algo ya visto. ¿Acaso no es esto una calidad principal? [Rousseau] Tiene el mérito, escaso hoy en día, de ser absolutamente personal. Tiende hacia un arte nuevo...".